# 宮村優子 (声優)
宮村 優子（みやむら ゆうこ、1972年12月4日 - ）は、日本の声優、女優、歌手。兵庫県神戸市出身。JAEプロモーション所属。

## 経歴
中学時代はテニス部に所属していたという。中学3年生になると受験で部活が終わり、その時、図書室で、戯曲集を見つけて、戯曲集のセリフに惹かれて演劇を始める。芝居が好きだったため、高校時代に演劇部に所属し、高校卒業後、神戸から上京し、桐朋学園短期大学演劇科で演劇を勉強をしていた。卒業後は日本ナレーション演技研究所に入所。ゲーム『拳聖土竜』の春麗役で声優デビュー。アニメでのデビューは『勇者警察ジェイデッカー』第23話のフェイ役のテスト出演を経た後、レジーナ・アルジーン役でレギュラーとなる。
声優を目指したのは大学の進路指導の講師が、きっかけで、大学の進路指導で、皆が「劇団入る」、「プロダクション入る」と言っており、担当の講師が劇団青年座の関係者だったという。
卒業後の進路を考えた時、先輩たちのほとんどが劇団に入団するか、自分たちで劇団を旗揚げしており、「先輩たちと同じように劇団に所属し、俳優として舞台に立ちたい」と思った。しかし、劇団の役者だけでは食べていくことができず、劇団青年座は声優として活動している役者が多く、同じ短大の先輩だったかないみか、川上とも子が、舞台役者から声優に転身して活躍していたのを知っていたため、「自分も挑戦してみたいな」と思った。元々地声が高くて、2024年時点では「アニメ声」と言われる声で、子供の頃から「声が特徴的」と言われていたことから、それを活かそうと役者と並行して声の仕事を始める。
入団したかった劇団の入団テストに落選したこともあり、舞台の仕事より声の仕事の割合が徐々に増えていったという。
アーツビジョン所属を経て、ジャパンアクションエンタープライズ (JAE) の俳優部門「JAEプロモーション」と業務提携。
1995年に『愛天使伝説ウェディングピーチ』の珠野ひなぎく（エンジェルデイジー）役、『新世紀エヴァンゲリオン』の惣流・アスカ・ラングレー役で有名になる。
1999年に漫画家のナカタニD.と結婚したが、翌年に離婚。
2004年に同じJAE所属の男性スタントマン・関隆行と再婚。2007年にオーストラリアへ移住している。
2006年より大阪北堀江にある放送芸術学院の併設校「大阪アニメーションスクール」でアフレコの授業を担当した。
2016年に関隆行と離婚。親権は宮村が持つこととなった。
2018年に日本へ帰国し、再び国内に拠点を戻すとともに同年1月にインターナショナル・メディア学院の講師に就任した。
2022年5月、公式ホームページを開設した。

## エピソード
人生のテーマは"役者として成長していくこと"。
惣流・アスカ・ラングレーのモノマネをしている芸人桜 稲垣早希とYouTubeでコラボした際、中学時代は『聖闘士星矢』のアンドロメダ瞬のガチ恋勢だったと語った。また初恋はドロロンえん魔くんのえん魔くんだったという。
中学生のころはラジオが好きで『ABCヤングリクエスト』などを聞いていた。この時の「深夜のお祭り騒ぎ」を楽しんだ体験が、自分のラジオ番組へ反映されているという。
『新世紀エヴァンゲリオン』では、当初は綾波レイ役でオーディションを受けていた。2024年時点では、「元気で気の強い女の子の役が合う」と思われているようだが、宮村はすごく引っ込み思案なタイプで事務所からも、「おとなしい」と思われていた。オーディションを受けていたところ、綾波レイはちょっとイメージが違ったようで、アスカのセリフを渡され、「これを読んでみてください」と言われて、アスカに合格したという。
1995年、『新世紀エヴァンゲリオン』の惣流・アスカ・ラングレーを演じる際、役に合わせるために外国語教室でドイツ語を勉強していた。
2000年、喉を痛めてしまいラジオ番組を休み、『ごぞんじ!月光仮面くん』の山本ナオト役も降板することとなった（後任は大谷育江）。
長年に渡りラジオ大阪の『アニラジ』に多数出演し、その縁で大阪移住後も同局の昼番組の金曜アシスタントを務めていたが、2006年3月に突如ラジオからの卒業を宣言した。同年7月には公式ホームページが一時休止となり、さらに11月には「今後の芝居出演の予定はなく、再度、音響の活動へ舞台を移す」旨が告知された。
2007年5月、バセドウ病と診断されたことを公表した。妊娠・出産がきっかけではないかと本人は述懐している。さらに第2子出産後の2011年には慢性甲状腺炎（橋本病）も発症している。
病気の公表後、2008年4月8日に全国ネットのテレビ番組では初めて、『踊る!さんま御殿!!』のスペシャル『踊る踊る踊る!さんま御殿!!家族&バツイチ揃い恋の予感もSP』（日本テレビ系列）に顔出しで登場した。
持病となったバセドウ病と橋本病は、一時期呂律が回らなくなるなど仕事にも支障を来すまで悪化し、2013年の夏には降板覚悟で『名探偵コナン』の和葉役をできないと申し出るが、プロデューサーの諏訪道彦から治療に専念して乗り切って欲しいと言われて続投となる。その後治療をしながら『名探偵コナン』テレビシリーズの出演は続けて、2017年には和葉がストーリーの中心となる劇場版『名探偵コナン から紅の恋歌』にて、メイン出演を果たした。
2009年、MBS制作の『ロケみつ』内の企画、『関西縦断ブログ旅』にて桜・稲垣早希が目的地にゴールし、餃子の王将にて祝賀会を行っていたところにへサプライズ登場し驚かせた。アスカの声が録音された目覚まし時計を贈り、互いにアスカの声で「あんたバカァ!?」を言い合い、2人で記念撮影をした。その後も桜・稲垣早希のYouTubeチャンネル『桜 稲垣早希チャンネル』に出演したりと交流が続いている。
2021年12月31日、『第72回NHK紅白歌合戦』の「カラフル特別企画 〜明日への勇気をくれる歌〜」の中で、『新世紀エヴァンゲリオン』の惣流・アスカ・ラングレーとして白組司会の大泉洋の名前や「あんたバカぁ？」など、紅白特別仕様の台詞を入れる演出がなされた。
2021年、犬山たまきとコラボした際、Vtuber好きを公言しており、推しは個人勢だと犬山たまき、にじさんじだとド葛本社、ホロライブだと宝鐘マリンと語った。また、宮村家に、ブラスター星からやってきたVtuber無頼星れんこが居候しているという。

## 声優以外の活動
ドラマや映画で女優としての活動も行っているが、他に1995年 - 1999年まで歌手としてビクターエンタテインメントからシングルとアルバムを多数リリースしている。そこで関口和之（fromサザンオールスターズ）、高浪敬太郎（ex.ピチカート・ファイヴ）、田中公平、及川眠子、新居昭乃、大槻ケンヂ、周防義和、蓜島邦明、鈴木慶一、タケカワユキヒデ、野村義男、小西康陽（ex.ピチカート・ファイヴ）、平沢進（P-MODEL）、長谷部徹、戸川純、破矢ジンタ（fromジッタリンジン）といったアーティストに歌詞や楽曲の提供を受けている。
またクラシックの『パッヘルベルのカノン』やカルメン『ハバネラ』に日本語の詞をつけて歌ったり、大貫妙子の『彼と彼女のソネット』、岩崎宏美の『聖母（マドンナ）たちのララバイ』、カステラの『途中でねるな』といった曲をリメイクしたりとバラエティーに富んでいた。
志倉千代丸と共にloose@rouse（ルーズ・ア・ルーズ）というユニットも結成し、ボーカルを務めていた。
また、本名名義で音響監督を行っており、作品としては『LOVELESS』などがあり、その縁でテクノサウンド所属となる。しかし2008年春をもって、夫の仕事の都合などにより退社することを、自身のブログで公表した。
1997年に開催された「ROBONATIONスーパーライブ」では、ショッカーO野と共にMCを務める。同時期にウェディングピーチのイベントでO野と共演をするもの、その後2007年の「スーパーロボット魂2007“春の陣”」で10周年記念で再び司会として出演した。2018年に神戸ワールド記念ホールにて開催されたラジオ大阪のイベント『V-STATION THE LIVE! Passion!!』DAY2に出演し歌を歌った。
その他、「みやむらゆうこ」名義で須藤温子のデビューシングル『耳をすまして』の作詞、漫画原作も手掛けている。

## 出演
太字はメインキャラクター。

### テレビアニメ
1994年
- 勇者警察ジェイデッカー（1994年 - 1995年、フェイ、レジーナ・アルジーン、ラン）

1995年
- 黄金勇者ゴルドラン（クリス）
- 愛天使伝説ウェディングピーチ（1995年 - 1996年、珠野ひなぎく / エンジェルデイジー）
- 十二戦支 爆烈エトレンジャー（1995年 - 1996年、スフレ）
- モジャ公（アップル）
- 新世紀エヴァンゲリオン（1995年 - 1996年、惣流・アスカ・ラングレー）

1996年
- VS騎士ラムネ&40炎（パフェ）
- それいけ!アンパンマン（1996年 - 1998年、ほおずきちゃん、カステラ姫〈初代〉）
- エルフを狩るモノたち（1996年 - 1997年、井上律子） - 2シリーズ
- ありす・イン・サイバーランド（八神樹莉）

1997年
- はいぱーぽりす（笹原夏姫）
- CLAMP学園探偵団（大川詠心）
- 超魔神英雄伝ワタル（1997年 - 1998年、スズメ）
- 剣風伝奇ベルセルク（1997年 - 1998年、キャスカ）

1998年
- 星方武侠アウトロースター（エイシャ・クランクラン）
- 南海奇皇（島原海潮）
- 名探偵コナン（1998年 - 2025年、遠山和葉） - 1シリーズ + 特別編2作品
- EAT-MAN'98（マイラ）

1999年
- それゆけ!宇宙戦艦ヤマモト・ヨーコ（白鳳院綾乃エリザベス）
- GTO（水樹ななこ）
- ごぞんじ!月光仮面くん（山本ナオト〈初代〉）

2000年
- NieA 7（ニア）
- ポケットモンスター（アカネ）

2003年
- アストロボーイ・鉄腕アトム（ミミ）

2004年
- 舞-HiME（アリッサ・シアーズ）

2018年
- 新幹線変形ロボ シンカリオン（2018年 - 2021年、惣流・アスカ・ラングレー） - 2シリーズ

2022年
- ポプテピピック TVアニメーション作品第二シリーズ（ピピ美〈第9話Aパート〉）

### 劇場アニメ
1997年
- 新世紀エヴァンゲリオン劇場版 Air/まごころを、君に（惣流・アスカ・ラングレー）
- 新世紀エヴァンゲリオン劇場版 シト新生（惣流・アスカ・ラングレー）
- るろうに剣心 維新志士への鎮魂歌（高槻朱鷺）

1998年
- 新機動戦記ガンダムW Endless Waltz（女の子A）
- ようこそロードス島へ!（ディードリット）

1999年
- 名探偵コナン 世紀末の魔術師（遠山和葉）

2000年
- A・LI・CE（ユミ）

2003年
- 名探偵コナン 迷宮の十字路（遠山和葉）

2006年
- 名探偵コナン 探偵たちの鎮魂歌（遠山和葉）

2009年
- ヱヴァンゲリヲン新劇場版:破（式波・アスカ・ラングレー）
- 名探偵コナン 漆黒の追跡者（遠山和葉）

2010年
- 名探偵コナン 天空の難破船（遠山和葉）

2012年
- ヱヴァンゲリヲン新劇場版:Q（式波・アスカ・ラングレー）

2013年
- 名探偵コナン 絶海の探偵（遠山和葉）

2017年
- 名探偵コナン から紅の恋歌（遠山和葉）

2019年
- 劇場版 新幹線変形ロボ シンカリオン 未来からきた神速のALFA-X（惣流・アスカ・ラングレー）

2021年
- シン・エヴァンゲリオン劇場版𝄇（式波・アスカ・ラングレー） - 「筆記協力」としてもクレジット

2024年
- 名探偵コナン 100万ドルの五稜星（遠山和葉）

### OVA
1995年
- SMガールズ セイバーマリオネットR（ルン、アダリィ）
- 美少女遊撃隊バトルスキッパー（榊志穂子）

1996年
- ウェディングピーチDX（珠野ひなぎく / エンジェルデイジー）
- 覚悟のススメ（恵魅）
- 小鉄の大冒険（鈴木凛〈小鉄〉）
- それゆけ!宇宙戦艦ヤマモト・ヨーコ（白鳳院綾乃エリザベス）
- ぼくのマリー（雁狩マリ）
- 新破裏拳ポリマー（難波テル）

1997年
- 綾音ちゃんハイキック!（三井綾音）
- ありす in Cyberland（八神樹莉）
- ヴァリアブル・ジオ（八島聡美）
- ヴァンパイアハンター（レイレイ）
- jaja馬!カルテット（ジョー・ダイヤモンド17世）
- 超光速グランドール（シギル）
- でたとこプリンセス（ラピス）
- VS騎士ラムネ&40FRESH（パフェ）
- ぶっとび!!CPU（パフォーマ）
- 竜機伝承（ミリィ）

1998年
- 教科書にないッ!（白樺綾）
- クイーン・エメラルダス（ルーダ）
- 超機動伝説ダイナギガ（マリエ・ブランデレン）
- BE-BOP-HIGHSCHOOL（千華）

2000年
- 天使禁猟区（九雷）

2002年
- 名探偵コナン シリーズ（2002年 - 2010年、遠山和葉） - 5作品

### Webアニメ
- あじむ 〜海岸物語〜（2001年、竹元涼愛）

### ゲーム
1994年
- 拳聖土竜（春麗）
- とらべらーず! 伝説をぶっとばせ（ソフィア）

1995年
- ストリートファイターZERO（春麗、ローズ）

1996年
- ありす in Cyberland（八神樹莉）
- X-MEN VS. STREET FIGHTER（春麗）
- 金田一少年の事件簿 悲報島 新たなる惨劇（七瀬美雪）
- 新世紀エヴァンゲリオン（1996年 - 2009年、惣流・アスカ・ラングレー） - 17作品
- スーパーパズルファイターIIX（チュンリー）
- ストリートファイターEX（春麗）
- ストリートファイターZERO2（春麗、ローズ）
- ソウルエッジ（ソン・ミナ）※PS版
- ソードアンドソーサリー（アーヤ）※SS版
- ファイアーウーマン纏組（岡田花奈）

1997年
- VIRUS（マリー）
- エルフを狩るモノたち -完全版-（井上律子、ゴーレム律子）
- エルフを狩るモノたち -花札編-（井上律子）
- 快刀乱麻（花房美燐）
- スーパーロボット大戦F（グレース・ウリジン、惣流・アスカ・ラングレー）
- ストリートファイターEX plus（春麗）
- 続 初恋物語 〜修学旅行〜（森田鈴梨）
- 超光速グランドール（シギル）
- ドキドキプリティリーグ（千堂アリサ）
- バウンダリーゲート（キラル）
- ポケットファイター（春麗）
- ポケットラブ（松田由美）
- MARVEL SUPER HEROES VS. STREET FIGHTER（春麗）
- マリカ 〜真実の世界〜（神崎まりか）
- 水木しげるの妖怪武闘伝（雪ん子）
- 雷弩機兵ガイブレイブ（スカリー）
- リフレインラブ 〜あなたに逢いたい〜（安井舞美、久志原美紀）

1998年
- エーベルージュ スペシャル 〜恋と魔法の学園生活〜（フォルラーツ・ガントラム）
- EVE The Lost One（工藤玲奈）
- お嬢様特急（伊東小麦）
- 火星物語（青の風）
- 金田一少年の事件簿2 地獄遊園殺人事件（七瀬美雪）
- ストリートファイターEX2（春麗）
- ストリートファイターZERO3（春麗）
- スーパーロボット大戦F完結編（グレース・ウリジン、惣流・アスカ・ラングレー）
- スペクトラルフォース2（ヒロ）
- テイルコンチェルト（アリシア・プリス）
- バーニングレンジャー（ティリス）
- ひざの上の同居人〜Kitty on your lap〜（ミミ）
- ブラックマトリクス（ミシェット）
- b.l.u.e. Legend of water（マイア）
- ブレイヴフェンサー 武蔵伝（リキュール）
- MARVEL VS. CAPCOM CLASH OF SUPER HEROES（春麗）
- 超魔神英雄伝ワタル ANOTHER STEP（システム系SE）
- 悠久幻想曲 2nd Album（セリーヌ・ホワイトスノウ）
- ロストチルドレン（ミエット）

1999年
- 一撃 鋼の人（宮村優子）
- The Lost One Last Chapter of Eve（工藤玲奈）
- 金田一少年の事件簿3 青龍伝説殺人事件（七瀬美雪）
- 純情で可憐メイマイ騎士団（ヒロ）
- ストリートファイターEX2 PLUS（春麗）
- スペクトラルフォース 愛しき邪悪（ヒロ）
- Dancing Blade かってに桃天使!（ナヨタケ）
- ブラックマトリクス AD（ミシェット）
- ベルセルク 千年帝国の鷹篇 喪失花の章（キャスカ）
- リフレインラブ2（安井舞美）

2000年
- いくぜ!温泉卓球!!（仲野エリカ）
- クロスファイア
- スーパーロボット大戦シリーズ（2000年 - 2005年、惣流・アスカ・ラングレー） - 6作品
- ストリートファイターEX3（春麗）
- スペクトラルフォース2 永遠なる奇蹟（ヒロ）
- ブラックマトリクス+（ミシェット）
- MARVEL VS. CAPCOM 2 NEW AGE OF HEROES（春麗）
- 麻雀やろうぜ!2（息ノ根とどめ）
- 名探偵コナン 3人の名推理（遠山和葉）
- 悠久組曲 All Star Project（セリーヌ・ホワイトスノウ）

2001年
- プリズムパレット（睦月すみれ）
- Missing Blue（丹雫瑠羽奈）

2003年
- ゲゲゲの鬼太郎 異聞妖怪奇譚（猫娘）
- ゲゲゲの鬼太郎 危機一髪!妖怪列島（ねこ娘）
- ゲゲゲの鬼太郎 逆襲!妖魔大血戦（猫娘）
- ドラッグオンドラグーン（フェアリー）

2004年
- スペクトラルフォース ラジカルエレメンツ（ヒロ）
- ベルセルク 千年帝国の鷹篇 聖魔戦記の章（キャスカ）

2005年
- 新世紀勇者大戦
- 新紀幻想スペクトラルソウルズII（ヒロ）
- スペクトラルフォース クロニクル（ヒロ）
- 舞-HiME 運命の系統樹（アリッサ・シアーズ）

2006年
- スペクトラルフォース3 イノセントレイジ（カルチャ）

2007年
- キングダム ハーツ Re:チェイン オブ メモリーズ（ラクシーヌ）
- キングダム ハーツII ファイナル ミックス（ラクシーヌ）
- BALDR BULLET EQUILIBRIUM（フェイ・マリニナ）
- 名探偵コナン 追憶の幻想（遠山和葉）

2009年
- キングダム ハーツ 358/2 Days（ラクシーヌ）

2010年
- uni.（クラリッサ・フォン・リヒトホーフェン）

2013年
- キングダム ハーツ HD 1.5 リミックス（ラクシーヌ）
- 名探偵コナン マリオネット交響曲（遠山和葉）

2014年
- キングダム ハーツ HD 2.5 リミックス（ラクシーヌ）
- スーパーロボット大戦シリーズ（2014年 - 2023年、式波・アスカ・ラングレー） - 5作品
- 名探偵コナン ファントム狂詩曲（遠山和葉）

2015年
- モンスターストライク（2015年 - 2025年、式波・アスカ・ラングレー、遠山和葉）

2019年
- キングダム ハーツIII（ラクシーヌ）
- 共闘ことばRPG コトダマン（2019年 - 2022年、式波・アスカ・ラングレー）

2020年
- 崩壊3rd（2020年 - 2021年、式波・アスカ・ラングレー）

2021年
- 妖怪ウォッチ ぷにぷに（式波・アスカ・ラングレー）

### ドラマCD
1994年
- 勇者警察ジェイデッカー CDミステリー劇場 「謎の招待状〜今、真実が明かされる時〜」（レジーナ・アルジーン）

1995年
- 黄金勇者ゴルドラン CDサウンド・ムービー・ショウ 華麗な探偵 ワルザック・ブラザーズ〜死神の逆位置（マリア・イグレシアス）
- FALCOM SPECIAL BOX '96 [DISC2] CDドラマ ブランディッシュ外伝（デイジー）

1996年
- アニメイトカセットコレクション VS騎士ラムネ&40炎 トキメキトライアル 熱血先生のハートを狙え!!（パフェ）
- 魔神英雄伝ワタル外伝 CDシネマ ピュアピュアヒミコ 第一巻 - 第四巻（ドミコ）
- レッスルエンジェルス 新女恒例!波乱必至の大忘年会 IN 下呂温泉（武藤めぐみ）
- 勇者指令ダグオン CDシネマ1 〜春はあけぼの〜（暗闇ゆうこ）

1997年
- 悪霊狩り〜ゴースト・ハント CDシネマ1 - 4（1997年 - 1998年、谷山麻衣）
- 筋肉少女帯（筋肉少女帯と水木一郎）『221B戦記』（語り）
- 心霊調査室OFFICE麗（諏訪えみる）
- ストリートファイターEX ドラマCD（春麗）
- 平成タイムボカン カエッテキタマンvol.4（カム / カエッテキタマン）

1998年
- 超魔神英雄伝ワタル ドラマアルバム1 - 4（スズメ、龍神丸の子供・小神丸、ナレーター）
- 天使禁猟区（九雷）
- 龍狼伝〜竜天女の哀涙〜（泉真澄）

1999年
- クレセントノイズ（五十嵐凛）
- どきどきポヤッチオ 音楽絵本 プエルコルダンPの物語（ジャン）
- 星のパイロット（羽山美紀）

2000年
- Weiß kreuz Dramatic Image Album（名倉さやか）
- 東京クレイジーパラダイス（守門朝来）

2001年
- Missing Blue Vol.1 聖遼学園高等部3年E組〜瑠羽奈〜（丹雫瑠羽奈）

2002年
- ななか6/17（霰玉九里子）

2011年
- uni. ドラマCD 初音島学生風紀連盟・星空綺麗々奮闘記（クラリッサ・フォン・リヒトホーフェン）

### 吹き替え

#### 映画
- 火山高（ソ・ヨソン〈コン・ヒョジン〉）※VHS版
- ジンジャー スナップス（ジンジャー〈キャサリン・イザベル〉）※VHS版
- レベッカ（ダンヴァース夫人〈ジュディス・アンダーソン〉）※N.E.M.版[51]

#### アニメ
- 下の階には澪がいる（2024年、夏葉）

### 舞台
- 天使候補生物語'96（1996年4月26日 - 29日、橘たまき事務所公演） - 杉山文子
- 8月のシャハラザード（1998年8月19日 - 30日、劇団ショーマ客演） - 夕凪
- HIJIKATA 新撰組異聞（1999年10月30日 - 11月7日、ジャパンアクションエンタープライズプロデュース公演） - りく
- 滝の茶屋のおじちゃん（2000年3月4日 - 20日、OMSプロデュース公演） - 珠子
- TOKYO2050（2000年9月21日 - 10月1日、ジャパンアクションエンタープライズプロデュース公演）
- 紅イ林檎ニ唇寄セテ（2000年10月25日 - 29日、RONNIE ROCKET客演） - シスターエリス
- ファンレターズ（2001年2月15日） - 朗読劇
- ハードタイムス「女殺油地獄」（2001年3月7日 - 3月11日）
- 宮部みゆきリーディングの会（2001年7月28日）
- 乙女回廊（2001年8月17日 - 26日、リリパットアーミー客演） - マーノ王子
- 優曇華の花待ち得たる心地（2002年1月23日 - 27日） - 杏
- 東京ドームシティーアトラクションズ「アバレンジャーショー地球最大のピンチ! アバレマックス登場!!」（2003年10月4日 - 12月14日） - ヒカル
- Doubt? ACファクトリー（2003年11月21日 - 24日、シアターサンモール）
- 燃えろ！戦国退魔伝〜メラメラ☆ギューン〜（2005年2月16日 - 20日、劇団ヘロヘロQカムパニー客演） - 旋風
- 陸の界賊〜オカノカイゾク〜（2006年6月25日 - 27日、声優劇団RAMS ACTORS THEATER 旗揚げ公演 特別出演） - 不忘の憂我：わすれずのゆうが
- 其の十壱「お願い」（2006年7月21日 - 27日、ラックシステム） - 徳島屋の張り出し遊女冬菊
- ACファクトリー「抗菌バスターZ3 チェンジ」（2009年12月3日 - 6日、シアターサンモール）

### テレビ番組
- 渋谷でチュッ!（テレビ東京、2代目アシスタント）
- ウッチャンナンチャンの炎のチャレンジャー これができたら100万円!!（アニメキャラクター100問連続正解できたら100万円）（テレビ朝日）
- 妄想ビーム（テレビ東京）
- 踊る!さんま御殿!!（日本テレビ）
- パパパパパフィー（テレビ朝日・ナレーション）
- ナイナイナ（テレビ朝日）
- タイムショック21（テレビ朝日・出題ナレーション）
- マチャミの全部いただきっ!!（中京テレビ・ナレーション）
- BSマンガ夜話「賭博黙示録カイジ」（NHK BS2 1998年11月9日） - ゲスト出演
- ETV特集「いつでもおいで 〜スクールカウンセラーと中学生〜」（NHK総合）1998年11月19日（ナレーション）
- ロケみつ〜ロケ×ロケ×ロケ〜（関西縦断ブログ旅、四国一周ブログ旅、西日本横断ブログ旅、ヨーロッパ横断ブログ旅）（毎日放送）
- 痛快!明石家電視台（毎日放送）2018年9月3日

### テレビドラマ
- 天然少女 萬シリーズ（1998年、WOWOW）
- 双子探偵（1999年、NHK） - 染井吉野の声
- 救急戦隊ゴーゴーファイブ（1999年 - 2000年） - 速瀬京子 役、童鬼ドロップの声[注 2]
- 科捜研の女 第3シリーズ（2001年、テレビ朝日） - 南妙子 役
- ちゅらさん（2001年、NHK） - 田所幸子 役
- おかみさんドスコイ!!（2002年、TBS） - 鬼村さやか 役
- NHK連続ドラマ 真夜中は別の顔（2002年、NHK）
- NHK金曜時代劇「人情とどけます〜江戸・娘飛脚〜」（2003年、NHK）
- ラストプレゼント（2003年12月、NHK） - すみれ 役
- 世にも奇妙な物語’23 夏の特別編「視線」（2023年、フジテレビ） - 新谷さよ子 役[52]

### 映画
- バトル・ロワイアル、バトル・ロワイアル【特別篇】（2000年） - ルール説明ビデオ 進行役
- 守ってあげたい!（2000年） - 島馬京子
- EAT&RUN（2001年） - ユウコ
- 今昔伝奇 剣地獄（2002年） - 仇討ちの姉
- 忍風戦隊ハリケンジャー シュシュッと THE MOVIE（2002年） - ナックルの声
- ハート・オブ・ザ・シー（2003年） - 草野夏生 役
- Scratch! スクラッチ（2004年） - 無線
- トラ・コネ（2008年） - 三角洋子

### オリジナルビデオ
- ストリートファイターZERO2 攻略ビデオ（1996年、新声社発売） - ナレーション
- 救急戦隊ゴーゴーファイブ 激突!新たなる超戦士（1999年） - 速瀬京子 役、童鬼ドロップの声[注 2]

### ラジオ
- ぼくのマリー
- きまぐれオレンジ☆ロード〜Original このときめきは…忘れない（春日まなみ役）
- ぼくのマリーWARS!!
- 魔神英雄伝ワタル外伝 ピュアピュアヒミコ（パーソナリティ ドミコ）
- 宮村優子の直球で行こう!
- ゆる蔵、うれしいね。（愛河里花子とともにパーソナリティを務める。一時期、能登麻美子や千葉紗子も加わっていた）
- ほんまもん!原田年晴です（2005年4月 - 2006年3月 毎週金曜日のパートナー）
- かえたいタイムス（2007年9月 - 2009年4月 ラジオ大阪ステーションキャラクターのCV たい役）
- カラマーゾフの森（NHK-FM 青春アドベンチャー 2002年10月7日 - 10月18日）
- アキバの休日（NHK-FM FMシアター）
- Q職 THE WAVE（FM PORT）
- 宮村優子・岩田光央のおかわりできますか？（ニコニコ生放送〈ニコニコチャンネル〉、ラジオクラウド 2019年2月 - ）

### デジタルコミック
- VOMIC スイート☆ミッション（吉田灯里）

### 朗読
- 冬の教室（原作大塚英志、脚本・演出白倉由美による朗読ドラマ。1997年3月19日東芝EMIよりCD収録）

### CM
特記のない限り全てナレーション
- ラスベガス武生店（福井県パチンコ店CM）
- DSG GROUP（石川県パチンコ店CM）
- パチンコマリオン（TRY&TRUSTホールディングス）（ラジオCM）
- パラディソ（扇屋商事 宮城県パチンコチェーン店）（ラジオCM・アスカ役で登場、北斗の拳・ラオウ〈内海賢二〉と競演）
- バンダイ 『ガンダム レインボーキャンペーン』（1995年）
- ZOOM 『ZERO DIVIDE -THE FINAL CONFLICT-』（1997年）
- トヨタホーム（2019年9月 - 、Web CM）

### パチンコ・パチスロ
- CR新世紀エヴァンゲリオンシリーズ（惣流 / 式波・アスカ・ラングレー）
- パチスロ・新世紀エヴァンゲリオンシリーズ（惣流 / 式波・アスカ・ラングレー）
- Pゴジラ対エヴァンゲリオン 〜G細胞覚醒〜（式波・アスカ・ラングレー）
- CRパチクエネクスト（レン）
- 春麗にまかせチャイナ（春麗）

### 映像商品
- メモオフ・セカンドコンサート コンプリートDVD（2003年3月28日）

### その他コンテンツ
- acctonjapan Talking Hub 宮村優子（TalkingHub FastEtherHub-8se EX3008e-TX）
  - 1998年2月発売 定価78,000円 〜100BASEハブ。状態を音声で告知する[53][54]
- PUFFY『SPIKE』 - 「Destruction Pancake」においてセリフで参加
- チャレンジ6年生presentu6年バッチリスタートDVD 夢のチカラ キラキラマンガ家編（樫原綾乃）
- マホマホだいぼうけん
- 将棋宇宙戦争（AbemaTV・将棋チャンネル、2019年6月 - ）ナレーション
- 愛天使世紀ウェディングアップル（2025年、苗場美樹[55]）

## ディスコグラフィ

### シングル
| 枚         | 発売日         | タイトル                                      | 規格品番   | 最高位 |
| ---------- | -------------- | --------------------------------------------- | ---------- | ------ |
| 1st        | 1995年7月21日  | 恋をするなら                                  | VIDL-10679 | 圈外   |
| 2nd        | 1996年5月22日  | ENDLESS PARTY/HELLO,STRANGE DAYS              | VIDL-10760 | 圈外   |
| 3rd        | 1996年11月21日 | くるみパン/そんなKISSじゃ許さない             | VIDL-10828 | 圈外   |
| 4th        | 1997年3月5日   | 根性戦隊ガッツマン                            | VIDL-10848 | 圈外   |
| 5th        | 1997年5月21日  | 平成偉人伝                                    | VIDL-30019 | 圈外   |
| 6th        | 1997年8月21日  | KANON                                         | VIDL-30053 | 圈外   |
| 7th        | 1997年11月6日  | Pi・Pi・Pi/街や森や月へ                       | VIDL-30076 | 圈外   |
| 8th        | 1998年2月21日  | Mother                                        | VIDL-30182 | 圈外   |
| 9th        | 1998年5月21日  | 恋と欲望                                      | VIDL-30219 | 圈外   |
| 10th       | 1998年6月24日  | アリガト                                      | VICL-35030 | 圈外   |
| ※          | 1998年9月23日  | オー・チンチン/おっぱいがいっぱい/SLAVE&QUEEN | VIDL-30357 | 圈外   |
| 11th       | 1999年7月23日  | 名探偵は人生を答えず                          | VIDL-30434 | 圈外   |
| 岩田光央と | 1999年7月23日  | Growin' Up!                                   | VIDL-30435 | 圈外   |
| 12th       | 2012年1月11日  | 心よ原始に戻れ〜2012 version〜                | KICM-1343  | 34位   |

### アルバム

#### オリジナルアルバム
| 枚  | 発売日        | タイトル          | 規格品番                     | 最高位 |
| --- | ------------- | ----------------- | ---------------------------- | ------ |
| 1st | 1996年6月21日 | ケンカ番長        | VICL-758                     | 25位   |
| 2nd | 1997年9月22日 | 不意打ち          | VICL-60090                   | 18位   |
| 3rd | 1998年7月23日 | 産休〜Thank You〜 | VICL-60261 VIZL-33（限定盤） | 圏外   |
| 4th | 1999年8月25日 | 大四喜            | VICL-60445                   | 圏外   |

#### ミニアルバム
| 枚  | 発売日         | タイトル           | 規格品番   |
| --- | -------------- | ------------------ | ---------- |
| 1st | 1996年12月18日 | スペースケンカ番長 | VICL-23118 |
| 2nd | 1998年3月25日  | 魂                 | VICL-60182 |
| 3rd | 1999年5月21日  | 鶯嬢               | VICL-60380 |

#### ベストアルバム
| 枚  | 発売日        | タイトル           | 規格品番   |
| --- | ------------- | ------------------ | ---------- |
| 1st | 1998年12月2日 | めっちゃベスト     | VICL-60319 |
| 2nd | 1999年12月1日 | ほぼシングルベスト | VOCL-60502 |

### 歌手参加作品
| 発売日   | 商品名                                        | 歌                           | 楽曲                                                                                      | 備考                                                                |
| 1995年   | 1995年                                        | 1995年                       | 1995年                                                                                    | 1995年                                                              |
| -------- | --------------------------------------------- | ---------------------------- | ----------------------------------------------------------------------------------------- | ------------------------------------------------------------------- |
| 5月24日  | 夢見る愛天使                                  | FURIL                        | 「夢見る愛天使」                                                                          | テレビアニメ『愛天使伝説ウェディングピーチ』オープニングテーマ      |
| 5月24日  | 夢見る愛天使                                  | FURIL                        | 「21世紀のジュリエット」                                                                  | テレビアニメ『愛天使伝説ウェディングピーチ』第1期エンディングテーマ |
| 11月22日 | ウェディングピーチ スペシャルCD               | FURIL                        | 「ヴァージンラブ」                                                                        | テレビアニメ『愛天使伝説ウェディングピーチ』第2期エンディングテーマ |
| 12月22日 | ウェディングピーチ ドリームコレクション       | FURIL                        | 「ヴァージンラブ」                                                                        | テレビアニメ『愛天使伝説ウェディングピーチ』第2期エンディングテーマ |
| 12月22日 | ウェディングピーチ ドリームコレクション       | FURIL'                       | 「夏がくれた宝石」 「モノクローム」                                                       | OVA『ウェディングピーチDX』挿入歌                                   |
| 1996年   |                                               |                              |                                                                                           |                                                                     |
| 7月26日  | Summer Carnival                               | FURIL'                       | 「Merry Angel」                                                                           | OVA『ウェディングピーチDX』オープニングテーマ                       |
| 7月26日  | Summer Carnival                               | FURIL'                       | 「Sweet Little Love」                                                                     | OVA『ウェディングピーチDX』エンディングテーマ                       |
| 8月18日  | ウェディングピーチ プレミアムCD               | FURIL'                       | 「Merry Angel Special Version」                                                           | OVA『ウェディングピーチDX』関連曲                                   |
| 12月21日 | ウェディングピーチ クリスマスCD               | 氷上恭子、宮村優子、今井由香 | 「ジングル・ベル」 「きよしこの夜」                                                       | OVA『ウェディングピーチDX』関連曲                                   |
| 12月21日 | ウェディングピーチ クリスマスCD               | 宮村優子                     | 「ホワイト・クリスマス」                                                                  | OVA『ウェディングピーチDX』関連曲                                   |
| 1997年   |                                               |                              |                                                                                           |                                                                     |
| 10月17日 | 心霊調査室OFFICE麗 サウンドドラマ             | 宮村優子                     | 「Bang! a Bang Bang」                                                                     | ドラマCD『心霊調査室OFFICE麗 サウンドドラマ』関連曲                 |
| 1998年   |                                               |                              |                                                                                           |                                                                     |
| 1月21日  | ポケットラブ Vol.1                            | 宮村優子                     | 「逢えると思ってた〜ポケットラブ〜Re-Mixバージョン」                                      | ゲーム『ポケットラブ』関連曲                                        |
| 12月18日 | スーパーロボット大戦 鋼のコクピット           | 宮村優子                     | 「Love Story」                                                                            | ゲーム『スーパーロボット大戦F』関連曲                               |
| 1999年   |                                               |                              |                                                                                           |                                                                     |
| 4月21日  | 笑顔の約束 声優ヒロイン・ボーカルコレクション | 宮村優子                     | 「Bang! a Bang Bang」 「逢えると思ってた〜ポケットラブ〜Re-Mixバージョン」 「Love Story」 |                                                                     |
| 2005年   |                                               |                              |                                                                                           |                                                                     |
| 3月24日  | Memories Off Collectors' Box                  | 宮村優子                     | 「インモラル・インパルス」                                                                | ゲーム『想い出にかわる君 〜Memories Off〜』エンディングテーマ2      |

### その他参加楽曲
| 発売日   | タイトル                                   | 名義 | 楽曲                           | 備考                                                  |
| 2000年   | 2000年                                     | 2000年 | 2000年                         | 2000年                                                |
| -------- | ------------------------------------------ | --- | ------------------------------ | ----------------------------------------------------- |
| 8月23日  | 悠久組曲 All Star Project サウンドトラック | 置鮎龍太郎、子安武人、氷上恭子、飯塚雅弓、西原久美子、三木眞一郎、松本保典、宮村優子、麻績村まゆ子、長沢美樹 | 「the world of eternity song」 | ゲーム『悠久組曲 All Star Project』エンディングテーマ |
| 2003年   |                                            | |                                |                                                       |
| 10月24日 | V-station THE BEST                         | Vsixteen | 「Free Hand」                  |                                                       |
| 2022年   |                                            | |                                |                                                       |
| 09月01日 | 月、想ふ時                                 | 宮村優子 × 幽閉サテライト                                                                                    | 「月、想ふ時」                 | ゲーム『東方LostWord』                                |

### キャラクターソング
| 発売日   | 商品名                                          | 歌                             | 楽曲                         | 備考                                                |
| 1997年   | 1997年                                          | 1997年                         | 1997年                       | 1997年                                              |
| -------- | ----------------------------------------------- | ------------------------------ | ---------------------------- | --------------------------------------------------- |
| 5月21日  | エルフを狩るモノたち キャラクターズソングブック | 律子（宮村優子）               | 「ポニーテール・ソルジャー」 | テレビアニメ『エルフを狩るモノたち』関連曲          |
| 2001年   |                                                 |                                |                              |                                                     |
| 3月1日   | Missing Blue 01 聖遼学園高等部3年E組〜瑠羽奈〜  | 丹雫瑠羽奈（宮村優子）         | 「キミの居た場所」           | ゲーム『Missing Blue』関連曲                        |
| 8月22日  | Missing Blue Sound Collection+α!!               | 丹雫瑠羽奈（宮村優子）         | 「Missing?」                 | ゲーム『Missing Blue』イメージソング                |
| 2004年   |                                                 |                                |                              |                                                     |
| 12月22日 | 舞-HiME オリジナルサウンドトラックVol.1 姫      | アリッサ・シアーズ（宮村優子） | 「It's only the fairy tale」 | テレビアニメ『舞-HiME』エンディングテーマ（第15話） |

## 書籍
- 『ASUKA―新世紀エヴァンゲリオン文庫写真集』角川文庫、1997年2月1日。ISBN 9784043414024。
- 『宮村優子ファースト写真集 本格的宮村』角川書店、1997年4月30日。ISBN 9784048527880。
- 『宮村優子 根性戦隊ガッツマン大百科』彩文館出版、1997年5月15日。ISBN 9784197200283。
- 『VOiCE of宮村優子: これ1冊でみやむーのすべてがわかる』徳間書店、1997年11月1日。ISBN 9784197200283。
- 『えるにーにょでぎゅう(ロマンアルバム)』徳間書店、1998年10月1日。ISBN 9784197200566。
- 『ほぼ宮村優子』メディアファクトリー、1999年12月1日。ISBN 9784889919783。
- 『「直球手帳」宮村優子の直球で行こう!番組単行本』主婦の友社、2000年7月1日。ISBN 9784072292631。
- 『宮村優子 対談集 アスカライソジ』株式会社KADOKAWA、2023年3月10日。ISBN 9784041126189。

## その他

### CD-ROM
- みやむーをさがせ!（1996年5月14日）

### 漫画原作
- 根性戦隊ガッツマン（画：島本和彦）

### 映像作品
- 宮村失踪事件（自作自演）1997年3月29日（VHSおよびLD）

### 執筆
- まんが秘宝 Vol.1 ぶっちぎりヒーロー道（洋泉社 1997年） - 漫画版のデビルマンについて1ページの文章を書いている。

### 雑誌連載
- 宮村優子 かわらばん（月刊MEGU） - 1997年1月号から1997年5月号までの全5回。

### 音響監督
- 30歳まで童貞だと魔法使いになれるらしい（2024年）[56]